# 奧赫里德湖鱒
奧赫里德湖鱒，為輻鰭魚綱鮭形目鮭科的一種，為溫帶淡水魚，分佈於歐洲馬其頓、阿爾巴尼亞奧赫里德湖流域，體長可達40公分，棲息在底層水域，生活習性不明。